# 亞歷山德羅·達拉華利
亞歷山德羅·達拉華利（Alessandro Della Valle，1982年6月8日—），聖馬利諾業餘足球員，現效力當地球會Folgore。同時，他也是聖馬利諾國家隊的成員，在2013年9月10日，他在對波蘭的世界盃外圍賽中攻入一球，是該國自2008年10月11日對斯洛伐克後事隔5年再度取得入球 。

## 資料來源
1. ↑  .   [2013-09-12]. （原始内容存档于2020-08-10）.